# Där vindarna möts
Där vindarna möts (estniska: Risttuules) är en estnisk filmessä från 2014 i regi av Martti Helde. 
Filmen visades vid Toronto International Film Festival 2014. Den handlar om Stalins Rysslands tvångsdeportation av en estnisk familj till Sibirien under junideportationerna. Filmen är baserad på en dagbok från tiden.

## Handling
Filmen följer Erna Tamm, en estnisk kvinna som skiljdes från sin man i samband med junideportationen 1941, när hon och över 40 000 andra ester, letter och litauer förflyttades till Sibirien, där hon sedan levde med sin dotter under 15 års tid. 

## Om filmen
Junideportationen var den första av flera sovjetiska massdeportationer som hade syftet att försämra de baltiska nationernas möjlighet till uppror. Tamms dagbok är filmens huvudsakliga källmaterial, men även andra brev, självbiografier, intervjuer och arkivmaterial användes.
Filmen är svartvit och uppbyggd kring ett antal tableaux vivants, frysta ögonblicksbilder som ställts upp med verkliga människor, som kameran rör sig igenom. Den gick upp på bio i Estland 26 mars 2014.

## Medverkande i urval
- Laura Peterson - Erna Tamm
- Tarmo Song - Heldur
- Mirt Preegel - Eliide
- Ingrid Isotamm - Hermiine
- Einar Hillep - förman vid kolchosen